# Spys4Darwin
Spys 4 Darwin era uma banda americana surgida em 2001, em Seattle, e formada por Mike Inez e Sean Kinney, do Alice in Chains; Chris DeGarmo do Queensrÿche e Vinnie Dombroski, do Sponge e Crud.

## História
A banda foi formada a partir de certos fatos:
- A inatividade do Alice In Chains, possibilitando seus membros a novos projetos.
- A saída de Chris DeGarmo do Queensrÿche e posterior posto de guitarrista na banda de Jerry Cantrell (guitarrista do Alice In Chains) em turnê.[1]

Chris DeGarmo, através dessa amizade com Jerry, conheceu Mike e Sean, que estavam há algum tempo realizando jam sessions com pessoas em Seattle como Krist Novoselic (ex-Nirvana), o que nunca foi gravado. Assim, com a adição do vocalista do Sponge e Crud, Vinnie Dombroski, foi formado o Spys 4 Darwin.
Logo, começaram os trabalhos no que seria o primeiro e único lançamento da banda, o EP Microfish, contendo 6 faixas inéditas. Este EP não chegou a ser lançado ao grande público, hoje estando disponível na loja oficial do sítio da banda Heart. A banda logo saiu fazendo alguns concertos em festivais de rádio no noroeste dos Estados Unidos, em 2002, e após, encerrou suas atividades.

## Discografia
- 2001 - Microfish